# کارا ام‌بوج
سرین مودو کارا ام‌بوج (فرانسوی: Serigne Modou Kara Mbodj‎؛ زادهٔ ۱۱ نوامبر ۱۹۸۹) بازیکن فوتبال اهل سنگال است.
از باشگاه‌هایی که در آن بازی کرده‌است می‌توان به خنک، اندرلشت و نانت اشاره کرد.
وی همچنین در تیم ملی فوتبال سنگال بازی کرده‌است.